# Station Ash Vale
Ash Vale is een station van National Rail in Ash Vale, Guildford in Engeland. Het station is eigendom van Network Rail en wordt beheerd door South Western Railway. Het station is geopend in 1870. 